# José Joaquim Viegas de Meneses

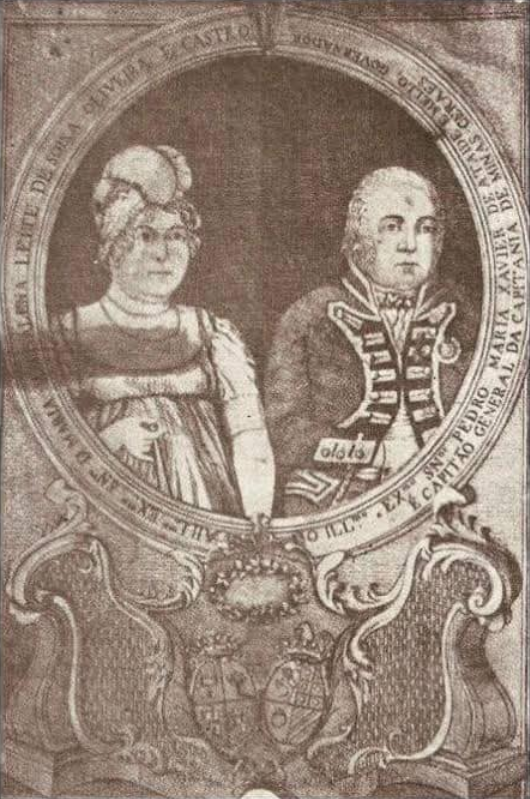
Retrato gravado por Padre Viegas. Estão representados o governador Pedro Maria Xavier de Ataíde e Melo e sua esposa Maria Madalena Leite de Sousa Oliveira e Castro

José Joaquim Viegas de Meneses, conhecido simplesmente como Padre Viegas (Vila Rica, 1778 - Vila Rica, 1 de julho de 1841), foi um padre católico, pintor, ceramista e jornalista brasileiro, considerado o "pai da imprensa mineira".

## Biografia
Padre Viegas nasceu em Vila Rica, em 1778. Foi abandonado pelos seus pais sanguineos, sendo adotado por Ana Teixeira Menezes. Passou a morar no arraial do Sumidouro, atual distrito de Padre Viegas, em sua homenagem. Estudou gramática latina no Colégio Osório, do arraial, e posteriormente completou seus estudos em humanidades no Seminário de Mariana.
Mudou-se para Lisboa, em 1797, para concluir a sua ordenação sacerdotal e estudar prática e teoria da gravura na Régia Oficina Tipográfica, Calcográfica, Tipoplástica e Literária portuguesa. Foi ordenado padre em 1801, e formou-se na Oficina Tipográfica em 1802. No mesmo ano trabalhou na fábrica de louças portuguesas da Benfica, onde aprendeu pintura e a confecção de ceramicas.
De volta a Minas Gerais passou a residir em Vila Rica. Dedicou-se a pintura, tendo retocado os painéis da sacristia da Igreja da Ordem Terceira de São Francisco. Provavelmente entre 1809 e 1820, realiza os prospectos existentes no Museu Arquidiocesano, antiga Casa Capitular de Mariana. Paralelamente ajudou na fundação da indústria de cerâmica existente na chácara do Saramenha.
Entre 1817 e 1825, foi capelão militar no Rio de Janeiro e no Rio Grande do Sul, acompanhando as tropas que iam combater a Revolução Pernambucana de 1817.
Em 1824, fundou a primeira oficina tipográfica mineira, tendo imprimido os dois primeiros periodicos da capitania: O Compilador Mineiro e A Abelha do Itacolomi. Por esses jornais é considerado o pai da imprensa mineira. Já realizava impressões desde de 1807, utilizando a técnica de calcografia, mesmo com as proibições da época. A técnica consistia na utilização de chapas de metal fixas. A primeira impressão foi um poema de Diogo Pereira Ribeiro de Vasconcelos, dedicado ao governador.
Só foi descobrir a sua mãe biologica com a morte da mesma em 1830. Dona Caetana Josefá Viegas reconheceu-o como filho somente em seu testamento.Teve um filho, Joaquim Mariano Augusto de Menezes, responsável por escrever em 1859 a primeira biografia de Padre Viegas. A biografia paterna foi publicada no Correio Oficial de Minas.
Morreu em 1 de julho de 1841. Sendo enterrado na Igreja de São Francisco de Assis, de Ouro Preto.